# Hilizalootano
Hilizalootano is een bestuurslaag in het regentschap Nias Selatan van de provincie Noord-Sumatra, Indonesië. Hilizalootano telt 825 inwoners (volkstelling 2010).